# ZOMO

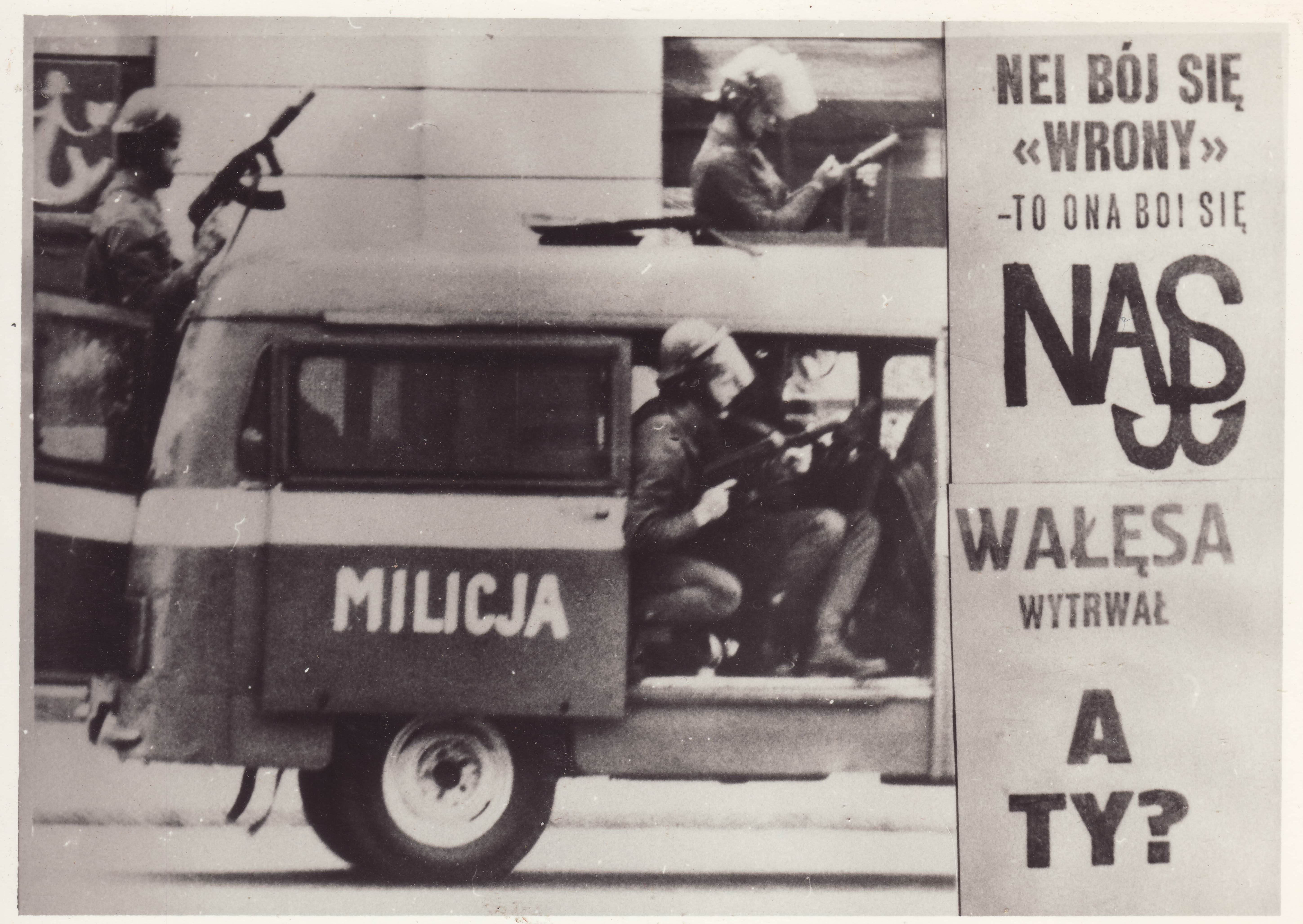
Membres probables de la ZOMO pendant l'État de siège en Pologne de 1981 à 1983 dans une photo annotée et distribuée illégalement en 1982

La ZOMO, en polonais : Zmotoryzowane Odwody Milicji Obywatelskiej, ou en français Réserves motorisées de la Milice des citoyens était une force de police paramilitaire durant l'ère communiste de la Pologne. Cette unité d'élite de la Milice des citoyens fut créée pour combattre les criminels dangereux, assurer la sécurité des événements de masse, fournir de l'aide en cas de catastrophe naturelle. Elles se firent néanmoins connaître par leur brutalité et leur létalité lors d'opérations de maintien de l'ordre et de répression politique, notamment celles de l'État de siège entre 1981 et 1983.

## Histoire
La ZOMO fut créée le 24 décembre 1956, après le Soulèvement de Poznań et employée une première fois en 1957.
Elle eut pour mission initiale la protection de la nation, avec un rôle de force de réaction rapide, et fut entraînée au début par la Schutzpolizei est-allemande.
En 1963, elle tua Józef Franczak, dernier des Soldats maudits de la résistance anti-communiste.
À partir de 1972, les missions de la ZOMO inclurent le contre-terrorisme et les détournements d'avion, les pelotons spéciaux de la ZOMO (polonais : Plutony Specjalne ZOMO) n'étant créés qu'en 1978.
L'opposition croissante au communisme de la population assigna pour mission principale à la ZOMO celle de force anti-émeute, d'abord lors de la crise de mars 1968, puis lors des émeutes de la Baltique de 1970 (assistée par l'armée populaire polonaise), tuant des douzaines de personnes et en blessant des milliers.
La ZOMO se fit essentiellement connaître lors de l'État de siège entre 1981 à 1983 et la répression des manifestations initiées par Solidarność. Leur impunité fut une des causes majeures de la chute du régime communiste.
Pour parodier la novlangue communiste, elle était souvent qualifiée ironiquement de « cœur battant du Parti » (Bijące serce Partii). Après 1990, plusieurs de ses membres furent poursuivis, en particulier ceux impliqués dans le massacre de Wujek quand le peloton de Katowice fit feu sur la foule.

## Personnel et équipement
À partir du milieu des années 1970, la ZOMO fut considérée comme une des forces les mieux équipées et entraînées du bloc de l'est.
Un candidat devait au moins mesurer 1,80 et peser 90 kilos pour être retenu.
La ZOMO finit par compter 13 000 membres à la fin des années 1980 (pour 6600 au début).
Sa flotte de véhicule comprenait notamment des BTR-60, un véhicule de transport de troupes.

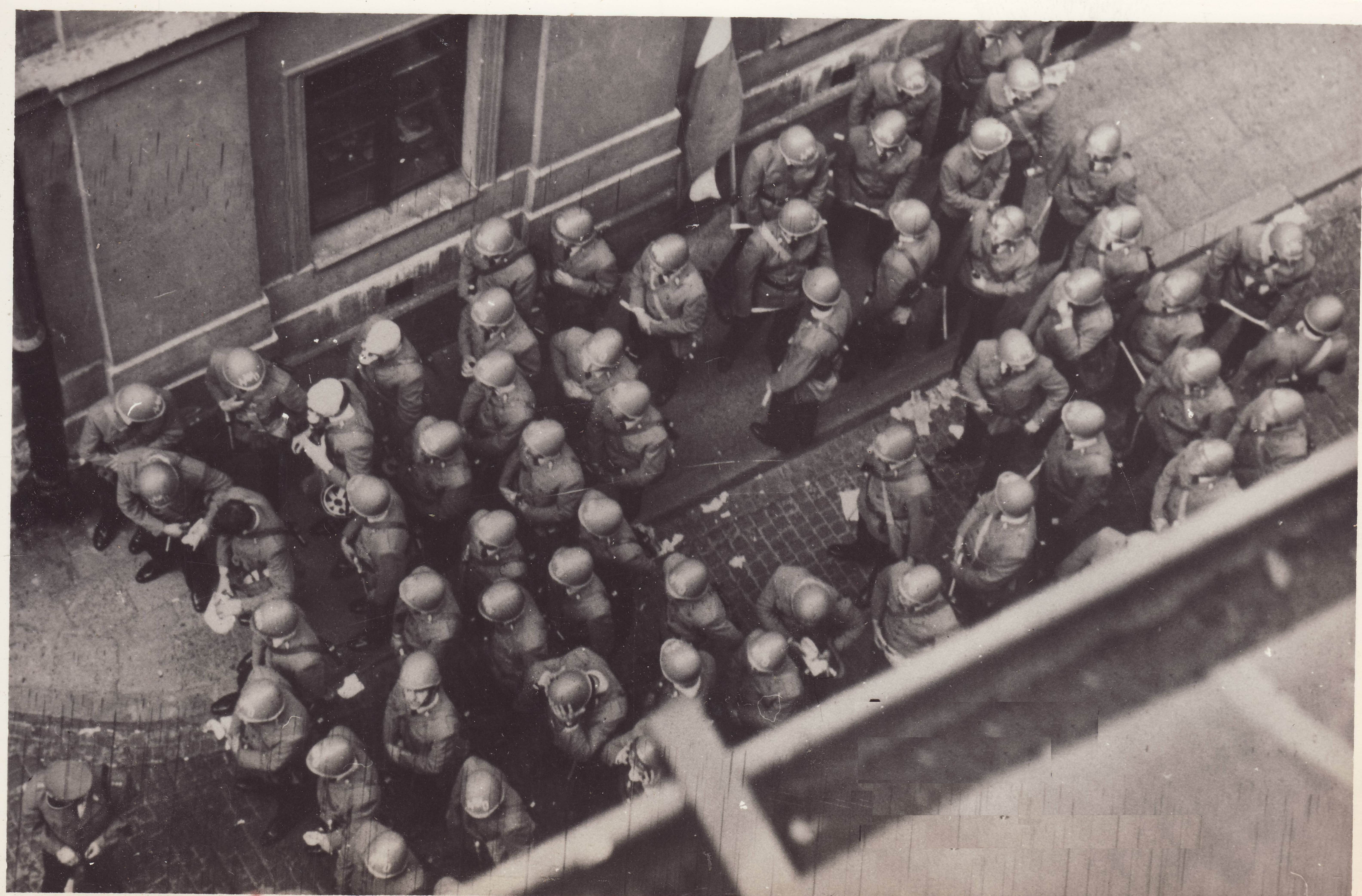
La ZOMO en action
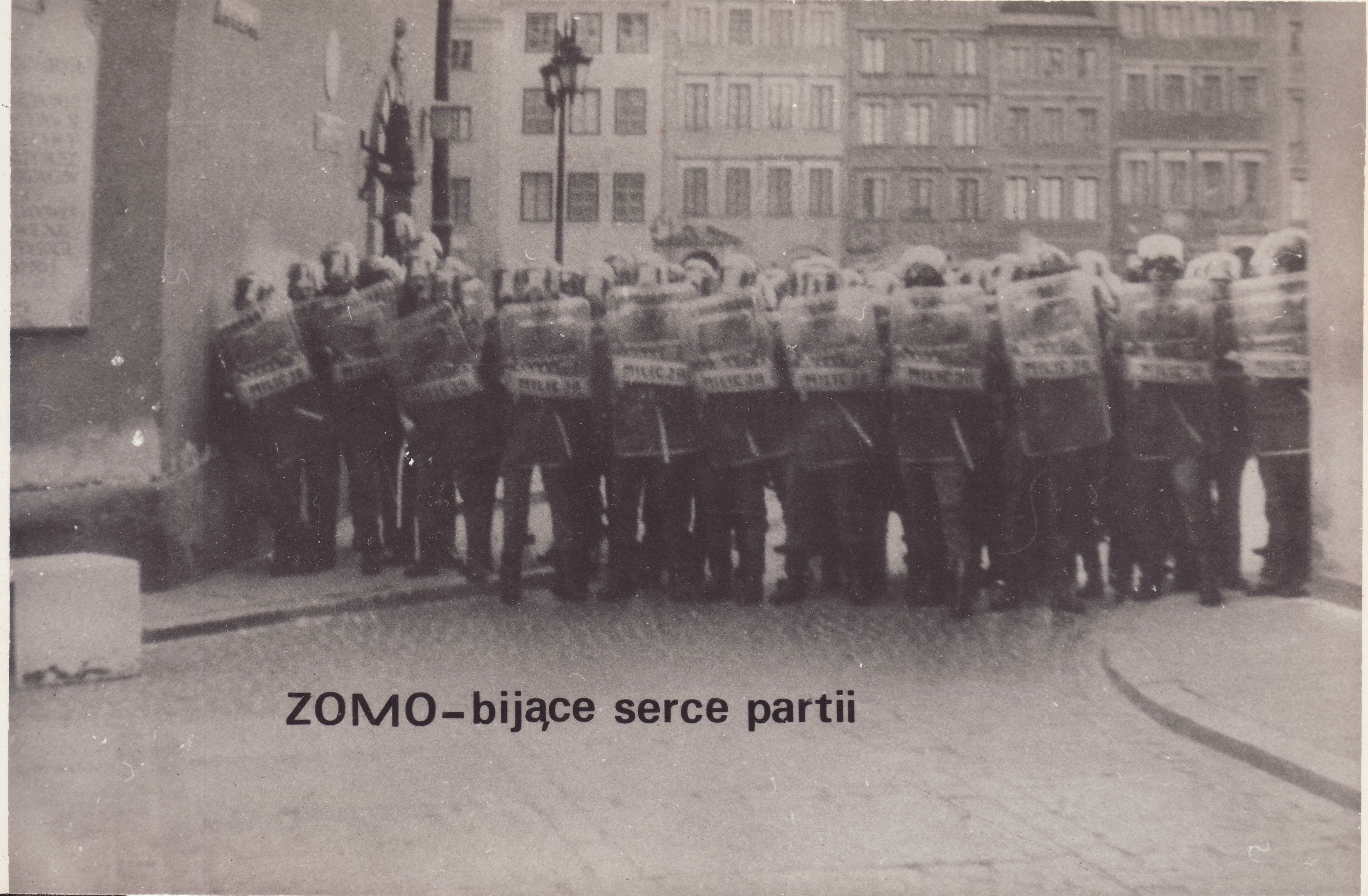
La ZOMO en action
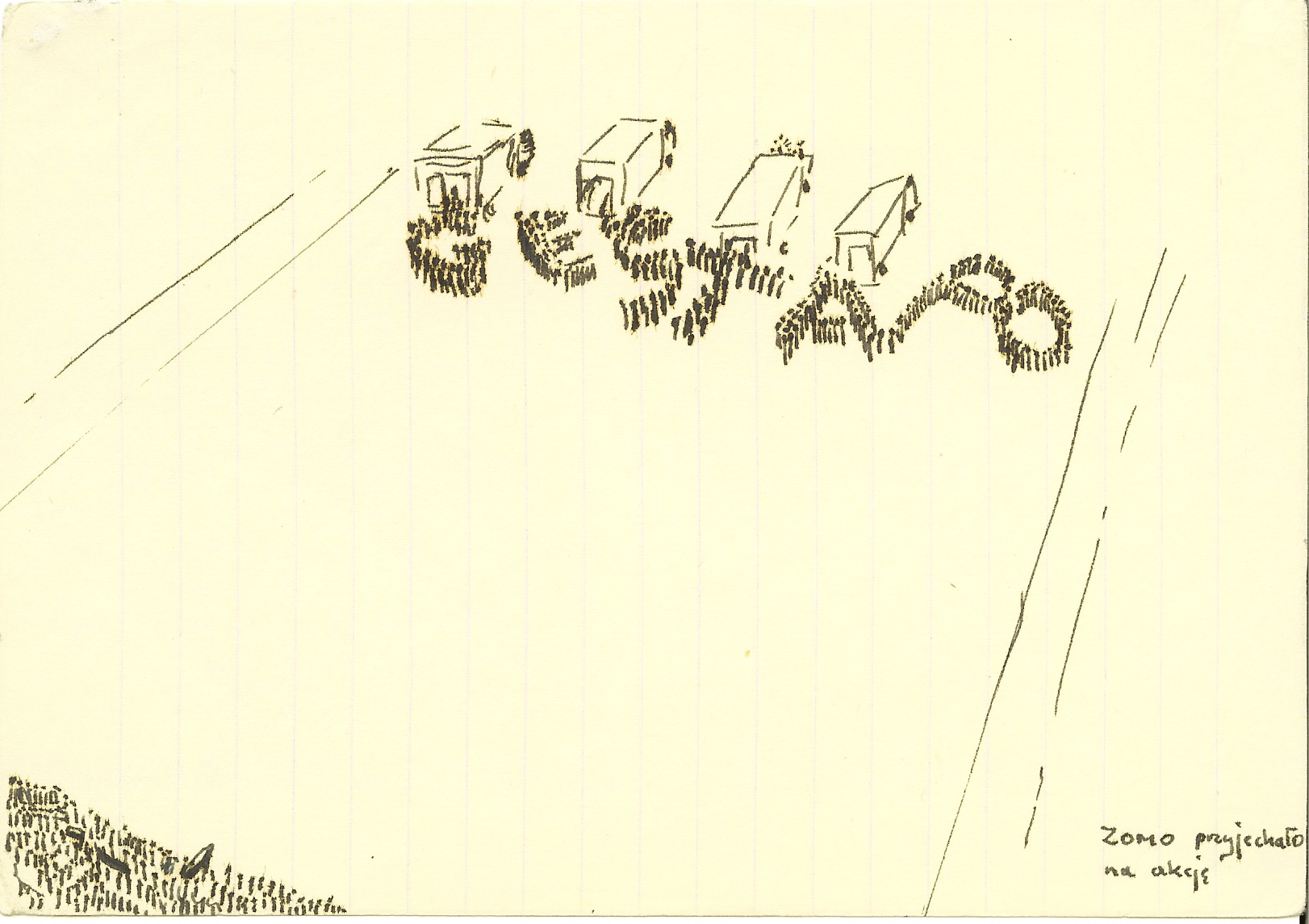
La ZOMO caricaturée